# 柳叶鼠李
柳叶鼠李（学名：Rhamnus erythroxylon）为鼠李科鼠李属下的一个种。